# Ravensca, Caraș-Severin
Ravensca (cehă Rovensko) este un sat în comuna Șopotu Nou din județul Caraș-Severin, Banat, România.
Satul fondat în secolul al XIX-lea număra în 1968 circa 380 de locuitori, în 2021 rămaseră aproape 80.

## Imagini

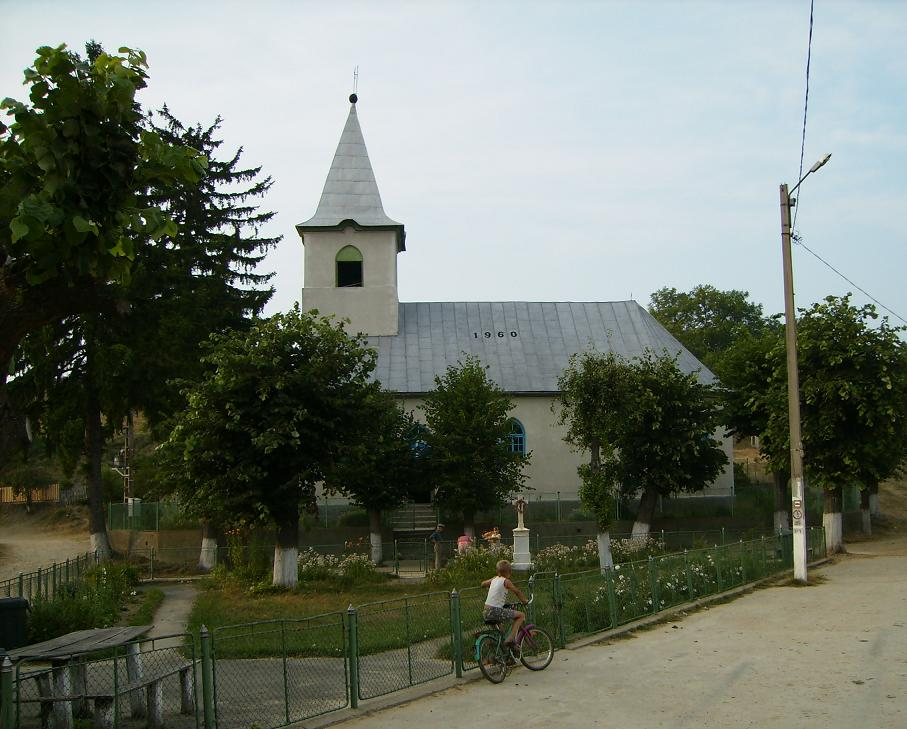